# Černá skládka

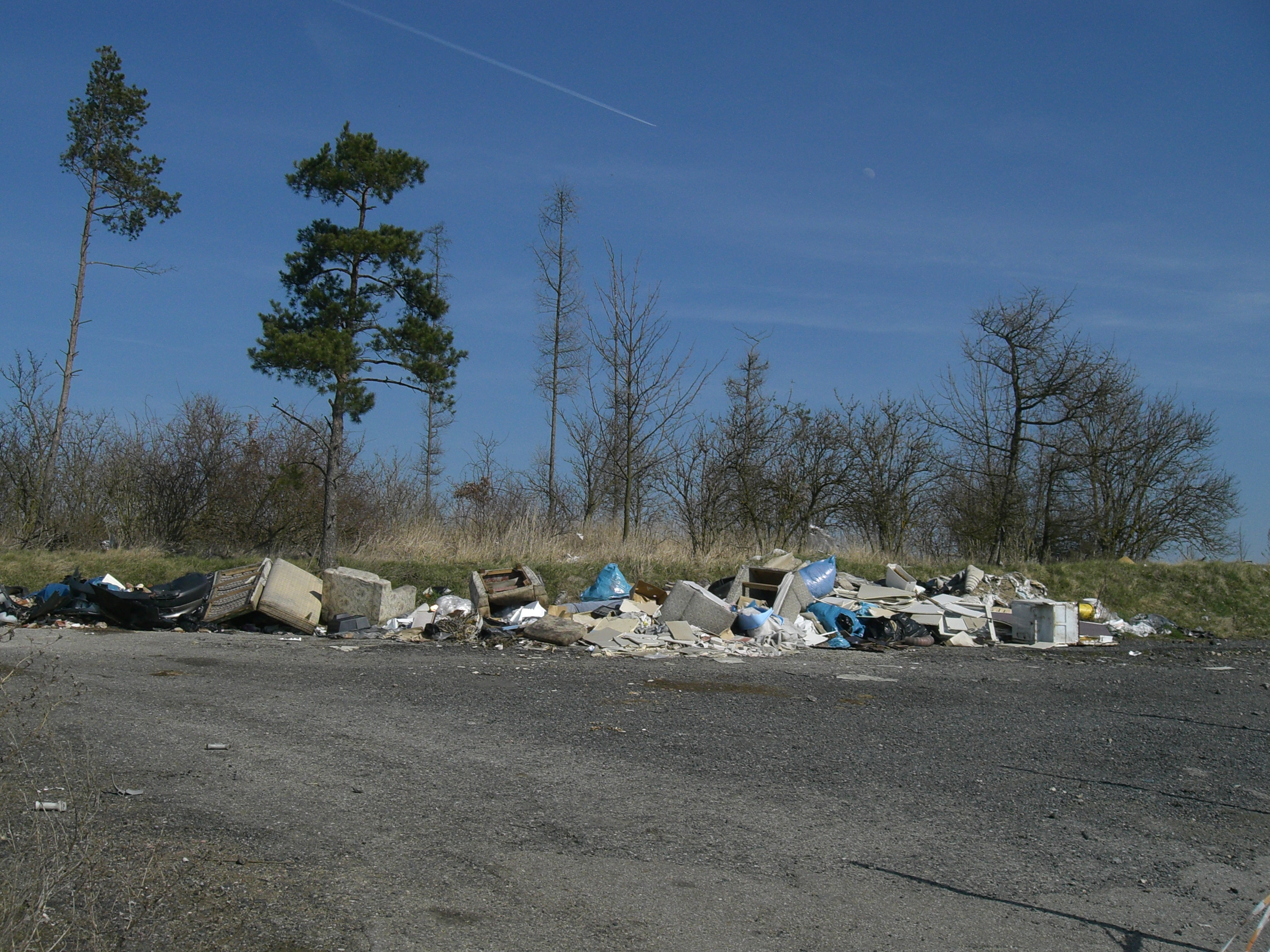
Černá skládka nedaleko obce Smrkovice, okres Písek.

Černá skládka je nelegální uložení odpadů. V ČR se nakládání s odpady řídí zákonem č. 541/2020. a místními vyhláškami.

## Ohrožení zdraví
Z nezabezpečené černé skládky mohou unikat škodlivé či jedovaté látky do ovzduší, půdy i vody – může tak vážně poškozovat lokální ekosystém a ohrožovat např. zdroje pitné vody pro místní obyvatelstvo. Na těchto skládkách se obvykle vyskytují hlodavci, kteří pak mohou přenášet různá infekční onemocnění. Podle druhu „uskladněného“ materiálu může hrozit i nebezpečí vznícení a požáru okolních hořlavých objektů (budov, lesa apod.).

## Černé skládky v Libčevsi
V areálu bývalého kravína u vesnice Libčeves se nahromadilo 4000 tun odpadu, který zapáchal a dokonce byl několikrát zapálen – ohrožoval tak místní obyvatelstvo. Část odpadu byla přivezena z Německa, a tak se české úřady dohodly s německou stranou na odklizení, které probíhalo v dubnu a květnu 2006. Odvoz 750 tun zařizovala spolková země Sasko-Anhaltsko (ta má na starosti odpad, u kterého není jasné, z které spolkové země pochází). Zbylý odpad, u kterého se nepodařilo prokázat německý původ, byl zlikvidován na náklady ČR, a to za 2 miliony Kč.[zdroj?]
Aféru sledovala na začátku roku 2006 média a někteří politici jí využili i ve svých předvolebních kampaních.